# Vexillarius
De vexillarius was een van de signiferi in een Romeins legioen. Zijn taak was het dragen van het vexillum, een standaard met daarop de weergave van de naam en van het embleem van het legioen. Deze standaard werd door zowel de infanterie als de cavalerie gebruikt.
Andere vaandeldragers waren bijvoorbeeld de signifer of de aquilifer.

## Hetvexillum
Het vexillum was een soort vlag dat in de klassieke Romeinse periode gebruikt werd. Het had wat weg van de moderne vlag, maar het hing verticaal naar beneden aan een horizontale dwarsbalk op een lans, in plaats van de hedendaagse vlaggen, die horizontaal worden opgehangen. De vexillarius droeg deze standaard.